# Saint-Paterne
Saint-Paterne korábbi község Franciaország Loire mente régiójában, Sarthe megyében. 2017. január 1-jén Le Chevain korábbi községgel egyesült és az így létrejött Saint-Paterne - Le Chevain új község része lett.
Lakosainak száma 1541 fő (2018. január 1.). Saint-Paterne Le Chevain, Alençon, Arçonnay és Champfleur községekkel határos.

## Népesség
A település népessége az elmúlt években az alábbi módon változott:
| Lakosok száma | 1574 | 1550 | 2316 | 1543 | 1541 |
|               | 2013 | 2015 | 2016 | 2017 | 2018 |